# ديفيا سينغ
ديفيا سينغ (21 يوليو 1982 بفاراناسي في الهند - ) هي لاعبة كرة سلة هندية في مركز هجوم صغير الجسم.

## وصلات خارجية
- ديفيا سينغ على موقع اتحاد ألعاب الكومنولث (مؤرشف) (الإنجليزية)
- ديفيا سينغ على موقع دورة ألعاب الكومنولث 2006 (مؤرشف) (الإنجليزية)